# David Grisman
David Grisman, född 23 mars 1945 i Hackensack, New Jersey, är en amerikansk musiker som trakterar mandolin. Hans musik blandar bluegrass och jazz.
Efter att ha spelat i band som Even Dozen Jug Band, Earth Opera och Old and in the Way bildade Grisman 1976 sin egen grupp, David Grisman Quintet, vars debutalbum gavs ut 1977. Under sin karriär har han bland annat också spelat in flera album i samarbete med Jerry García.

## Diskografi (urval)
Med The Even Dozen Jug Band
- 1964 – The Even Dozen Jug Band

Med Earth Opera
- 1968 – Earth Opera
- 1969 – The Great American Eagle Tragedy

Med Muleskinner
- 1973 – Muleskinner
- 1994 – Muleskinner Live: Original Television Soundtrack (inspelad 1973)

Med Old and in the Way
- 1975 – Old and in the Way
- 1996 – That High Lonesome Sound
- 1997 – Breakdown
- 2002 – Old and in the Gray
- 2008 – Live at the Boarding House (inspelad 1974)

Med Jerry Garcia
- 1991 – Garcia/Grisman
- 1993 - Not for Kids Only
- 1996 – Shady Grove
- 1998 – So What
- 2000 – The Pizza Tapes (med Tony Rice)
- 2001 – Grateful Dawg
- 2004 – Been All Around This World

Med David Grisman Quintet
- 1977 – The David Grisman Quintet
- 1978 – Hot Dawg
- 1980 – Quintet '80
- 1981 – Mondo Mando
- 1990 – Dawg '90
- 1993 – Dawgwood
- 1995 – Dawganova
- 1996 – DGQ-20
- 2002 – Dawgnation
- 2006 – Dawg's Groove

Med Andy Statman
- 1983 – Mandolin Abstractions
- 1995 – Songs of Our Fathers
- 2006 – New Shabbos Waltz

Med Martin Taylor
- 1995 – Tone Poems 2
- 1999 – I'm Beginning To See The Light

Soloalbum och övriga samarbeten
- 1976 – The David Grisman Rounder Record
- 1981 – Stephane Grappelli/David Grisman Live
- 1982 – Here Today
- 1983 – David Grisman's Acoustic Christmas
- 1983 – Dawg Jazz/Dawg Grass
- 1984 – Acousticity
- 1987 – Svingin' with Svend (med Svend Asmussen)
- 1988 – Home Is Where the Heart Is
- 1992 – Bluegrass Reunion
- 1993 – Common Chord
- 1994 – Tone Poems (med Tony Rice)
- 1997 – Doc & Dawg (med Doc Watson)
- 1999 – Retrograss (med John Hartford och Mike Seeger)
- 1999 – Dawg Duos (med diverse artister)
- 2000 – Tone Poems 3 (med Mike Auldridge och Bob Brozman)
- 2001 – New River (med Denny Zeitlin)
- 2001 – Traversata (med Carlo Aonzo och Beppe Gambetta)
- 2003 – Life of Sorrow (med diverse artister)
- 2003 – Hold On, We're Strummin' (med Sam Bush)
- 2006 – DGBX (med David Grisman Bluegrass Experience)
- 2007 – The Living Room Sessions (med Frank Vignola, Robin Nolan och Mike Papillo)
- 2007 – Satisfied (med John Sebastian)